# 모토로라 X8 모바일 컴퓨팅 시스템
모토로라 X8 모바일 컴퓨팅 시스템 (Motorola X8 Mobile Computing System)은 2013년 7월 23일 발표한 모토로라 모빌리티가 채택하고 개발하는 새로운 단일 칩 시스템(SOC)방식이다.

## 장착제품
- 모토로라 드로이드 울트라 - 제일 처음으로 채택
- 모토로라 드로이드 맥스
- 모토로라 드로이드 미니
- 모토로라 모토 X

## 구성
총 6코어의 애플리케이션 프로세서(AP)와 2개의 디지털 신호 처리 장치(DSP)로 총 8개로 구성되어있다.

### AP

#### CPU
스냅드래곤 S4 프로 MSM8960DT (퀄컴 크래이트 300 아키텍처) 1.7 GHz 듀얼 코어 <2개>

#### GPU
퀄컴 아드레노 320 400 MHz <4개>

### DSP
- 자연어 처리 프로세서 <1개>
- 상황 인식 프로세서 (음성인식프로세서) <1개>

## 설명
모토로라 모빌리티에서는 이 시스템이 각각의 칩에서 각각의 명령어를 처리하기 때문에 배터리효율과 성능이 개선되며, 앞으로도 더욱 이 시스템을 발전시킬것이라고 하였다. 간단히 설명하자면 음성인식을 할 때 일반적인 애플리케이션에서 CPU가 연산을 통해 음성인식을하는 것이아닌 음성인식칩이 동작하기 때문에 CPU가 동작하지 않아 배터리와 동작속도가 크게 향상된다.
이 칩을 통해 수치적으로 기존 모델보다 CPU 성능은 24%, GPU 성능은 100% 향상되었다.